# مباركة النعيمي
مباركة النعيمي، لاعبة تنس قطرية مواليد 13 أبريل 2001، وهي عضو في الاتحاد القطري للتنس. بدأت لعب التنس في عمر ست سنوات. شاركت النعيمي في السحب الأول لبطولة اتحاد لاعبات التنس المحترفات في قطر (البطولة العامة المفتوحة للتنس) عام 2017 في سباق زوجي السيدات مع فاطمة النبهاني وشاركت في بطولات في فرنسا وبطولة في الأردن. كانت أولى بطولة لها في المغرب في عمر الـ13. شاركت في بطولة آسيا وحلّت في المركز الثاني في الزوجي والمركز الأول في الفردي.

## وصلات خارجية
- مباركة النعيمي على موقع رابطة محترفات التنس (الإنجليزية)
- مباركة النعيمي على موقع الاتحاد الدولي لكرة المضرب (الإنجليزية)

- على موقع رابطة محترفات كرة المضرب
- مباركة النعيمي في موقع الاتحاد الدولي لكرة المضرب